# Piotr Havik
Piotr Havik (Gouda, 7 de julio de 1994) es un ciclista neerlandés que fue profesional entre 2014 y 2021.

## Palmarés
2018
- Tour de Overijssel[3]

2019
- Gran Premio de la Villa de Zottegem